# 彼得·切希拉
彼得·切希拉（波蘭語：Piotr Cieśla，1955年1月16日—），波兰前男子手球运动员。他曾代表波兰成年国家队参加1976年夏季奥林匹克运动会手球比赛，获得一枚铜牌。